# Saison 2 de Parks and Recreation
Chronologie
Saison 1 Saison 3
Cet article présente le guide des épisodes de la deuxième saison de la série télévisée américaine Parks and Recreation.

## Généralités
- La saison a été diffusée du 17 septembre 2009 au 20 mai 2010 sur le réseau NBC.
- Au Canada, la série a été diffusée en simultanée sur le réseau Citytv.

## Distribution

### Acteurs principaux
- Amy Poehler (VF : Valérie Nosrée) : Leslie Knope
- Rashida Jones (VF : Anne Dolan) : Ann Perkins
- Paul Schneider (VF : Philippe Valmont) : Mark Brendanawicz
- Aziz Ansari (VF : Benjamin Gasquet) : Tom Haverford
- Nick Offerman (VF : Bernard Métraux) : Ron Swanson
- Aubrey Plaza (VF : Alice Taurand) : April Ludgate
- Chris Pratt (VF : Franck Lorrain) : Andy Dwyer

### Acteurs récurrents
- Alison Becker (VF : Véronique Desmardyl) : Shauna Malwae-Tweep
- Andrew Burlinson (VF : Sébastien Ossard) : Wyatt « Burly » Burlinson
- Louis C.K. (VF : Xavier Fagnon) : Dave Sanderson
- Mo Collins (VF : Brigitte Virtudes) : Joan Callamezzo
- Josh Duvendeck : Ben
- Andy Forrest (VF : Philippe Siboulet) : Kyle
- Jay Jackson (VF : Gilduin Tissier) : Perd Hapley
- Blake Lee (VF : Rémi Caillebot) : Derek
- Jim O'Heir (VF : Paul Borne) : Jerry Gergich
- Retta (VF : Coco Noël) : Donna Meagle
- Phil Reeves (VF : Marc Perez) : Paul Iaresco
- Ben Schwartz (VF : Antoine Schoumsky) : Jean-Ralphio Saperstein
- Justin Theroux (VF : Jérôme Pauwels) : Justin Anderson
- Jama Williamson (en) (VF : Magali Rosenzweig) : Wendy Haverford

### Acteurs invités
- Fred Armisen : Raul
- Will Arnett (VF : Sylvain Agaësse) : Chris (épisode 13)
- John Balma (VF : Philippe Siboulet) : Barney Varmn
- H. Jon Benjamin : Scott Braddock
- Kirk Fox (VF : Sébastien Ossard) : Joe Fantringham
- Michael Gross (VF : Patrice Dozier) : Michael Tansley
- Darlene Hunt (en) : Marcia Langman
- Yvans Jourdain : Douglass Howser
- John Larroquette : Frank Beckerson
- Rob Lowe (VF : Bruno Choël) : Chris Traeger
- Jim Meskimen (VF : Sébastien Ossard) : Martin Housely
- Natalie Morales (VF : Anne-Charlotte Piau) : Lucy
- Megan Mullally (VF : Natacha Muller) : Tammy Swanson (aka Tammy Two)
- Ian Roberts (en) : Ian Winston
- Pamela Reed (VF : Marie-Martine) : Marlene Griggs-Knope
- Andy Samberg : Carl Lorthner
- Paul Scheer (en) : Keef Slertner
- Detlef Schrempf : lui-même
- Adam Scott (VF : Alexandre Gillet) : Ben Wyatt
- Kevin Symons (en) : Bill Dexhart
- Cooper Thornton (VF : Philippe Siboulet) : Dr. Harris
- Gillian Vigman (VF : Ana Piévic) : Alexa Softcastle
- Susan Yeagley (VF : Jessie Lambotte) : Jessica Wicks

## Liste des épisodes

### Épisode 1:Bienvenue au zoo
- États-Unis /  Canada : 17 septembre 2009 sur NBC[1] / Citytv
- France : 12 juin 2015 sur Canal+ Séries[2]

- États-Unis : 5 millions de téléspectateurs[3] (première diffusion)

### Épisode 2:La planque
- États-Unis /  Canada : 24 septembre 2009 sur NBC / Citytv
- France : 12 juin 2015 sur Canal+ Séries

- États-Unis : 4,22 millions de téléspectateurs[4] (première diffusion)

### Épisode 3:Concours de beauté
- États-Unis /  Canada : 1er octobre 2009 sur NBC / Citytv
- France : 12 juin 2015 sur Canal+ Séries

- États-Unis : 4,97 millions de téléspectateurs[5] (première diffusion)

### Épisode 4:Coaching pour un rencard
- États-Unis /  Canada : 8 octobre 2009 sur NBC / Citytv
- France : 12 juin 2015 sur Canal+ Séries

- États-Unis : 4,97 millions de téléspectateurs[6] (première diffusion)

### Épisode 5:Jumelage
- États-Unis /  Canada : 15 octobre 2009 sur NBC / Citytv
- France : 19 juin 2015 sur Canal+ Séries

- États-Unis : 4,69 millions de téléspectateurs[7] (première diffusion)

### Épisode 6:Parc Express
- États-Unis /  Canada : 22 octobre 2009 sur NBC / Citytv
- France : 19 juin 2015 sur Canal+ Séries

- États-Unis : 4,98 millions de téléspectateurs[8] (première diffusion)

### Épisode 7:Halloween
- États-Unis /  Canada : 29 octobre 2009 sur NBC / Citytv
- France : 19 juin 2015 sur Canal+ Séries

- États-Unis : 4,96 millions de téléspectateurs[9] (première diffusion)

### Épisode 8:Guerre des services
- États-Unis /  Canada : 5 novembre 2009 sur NBC / Citytv
- France : 19 juin 2015 sur Canal+ Séries

- États-Unis : 4,94 millions de téléspectateurs[10] (première diffusion)

### Épisode 9:Melting Pot
- États-Unis /  Canada : 12 novembre 2009 sur NBC / Citytv
- France : 26 juin 2015 sur Canal+ Séries

- États-Unis : 4,67 millions de téléspectateurs[11] (première diffusion)

### Épisode 10:Chasseur chassé
- États-Unis /  Canada : 19 novembre 2009 sur NBC / Citytv
- France : 26 juin 2015 sur Canal+ Séries

- États-Unis : 4,61 millions de téléspectateurs[12] (première diffusion)

### Épisode 11:Le divorce de Tom
- États-Unis /  Canada : 3 décembre 2009 sur NBC / Citytv
- France : 26 juin 2015 sur Canal+ Séries

- États-Unis : 4,83 millions de téléspectateurs[13] (première diffusion)

### Épisode 12:Le scandale de Noël
- États-Unis /  Canada : 10 décembre 2009 sur NBC / Citytv
- France : 26 juin 2015 sur Canal+ Séries

- États-Unis : 5,62 millions de téléspectateurs[14] (première diffusion)

### Épisode 13:Le rencard
- États-Unis /  Canada : 14 janvier 2010 sur NBC / Citytv
- France : 3 juillet 2015 sur Canal+ Séries

- États-Unis : 4,59 millions de téléspectateurs[15] (première diffusion)

### Épisode 14:Chez Leslie
- États-Unis /  Canada : 21 janvier 2010 sur NBC / Citytv
- France : 3 juillet 2015 sur Canal+ Séries

- États-Unis : 4,35 millions de téléspectateurs[16] (première diffusion)

### Épisode 15:Choco barres
- États-Unis /  Canada : 4 février 2010 sur NBC / Citytv
- France : 3 juillet 2015 sur Canal+ Séries

- États-Unis : 4,87 millions de téléspectateurs[17] (première diffusion)

### Épisode 16:Amour de jeunesse
- États-Unis /  Canada : 11 février 2010 sur NBC / Citytv
- France : 3 juillet 2015 sur Canal+ Séries

- États-Unis : 4,98 millions de téléspectateurs[18] (première diffusion)

### Épisode 17:Un prix mérité
- États-Unis /  Canada : 4 mars 2010 sur NBC / Citytv
- France : 10 juillet 2015 sur Canal+ Séries

- États-Unis : 4,98 millions de téléspectateurs[19] (première diffusion)

### Épisode 18:L'Opossum
- États-Unis /  Canada : 11 mars 2010 sur NBC / Citytv
- France : 10 juillet 2015 sur Canal+ Séries

- États-Unis : 4,61 millions de téléspectateurs[20] (première diffusion)

### Épisode 19:Jerry la poisse
- États-Unis /  Canada : 18 mars 2010 sur NBC / Citytv
- France : 10 juillet 2015 sur Canal+ Séries

- États-Unis : 4,63 millions de téléspectateurs[21] (première diffusion)

### Épisode 20:Le pique-nique
- États-Unis /  Canada : 25 mars 2010 sur NBC / Citytv
- France : 10 juillet 2015 sur Canal+ Séries

- États-Unis : 4,47 millions de téléspectateurs[22] (première diffusion)

### Épisode 21:Leçon d'histoire
- États-Unis /  Canada : 29 avril 2010 sur NBC / Citytv
- France : 17 juillet 2015 sur Canal+ Séries

- États-Unis : 4,03 millions de téléspectateurs[23] (première diffusion)

### Épisode 22:Tous contre le diabète
- États-Unis /  Canada : 6 mai 2010 sur NBC / Citytv
- France : 17 juillet 2015 sur Canal+ Séries

- États-Unis : 4,03 millions de téléspectateurs[24] (première diffusion)

### Épisode 23:Contrôle budgétaire
- États-Unis /  Canada : 13 mai 2010 sur NBC / Citytv
- France : 17 juillet 2015 sur Canal+ Séries

- États-Unis : 4,28 millions de téléspectateurs[25] (première diffusion)

### Épisode 24:Fermeture
- États-Unis /  Canada : 20 mai 2010 sur NBC[26] / Citytv
- France : 17 juillet 2015 sur Canal+ Séries

- États-Unis : 4,55 millions de téléspectateurs[27] (première diffusion)